# Uatchitodon
Uatchitodon é um gênero de répteis do triássico conhecido apenas a partir de seus dentes, dotados de características de dinossauros e crocodilos.